# Sexy Bitch
Singles par David Guetta
When Love Takes Over
(2009) GRRRR
(2009)
Singles par Akon
We Don't Care
(2009) Let's Get Crazy
(2009)
Sexy Bitch, connue également sous le nom de Sexy Chick pour la version propre, est le deuxième single extrait du quatrième album studio One Love de David Guetta. La chanson contient un featuring du chanteur américano-sénégalais Akon. La chanson sort le 28 juillet 2009 dans le monde.
La chanson est écrite par Giorgio Tuinfort, Aliaune Thiam, David Guetta, Jean-Claude Sindres et par Sandy Vee, elle est réalisée par Guetta, Sindres et Vee. La chanson est écrite en une nuit après la rencontre d'Akon et Guetta à un concert. Sexy Bitch est une chanson au rythme rapide de style electro house avec des éléments Urban et de musique électronique. Les paroles racontent l'amour déraisonné du protagoniste pour une femme. Sexy Bitch a reçu généralement un accueil mitigé à positif par la critique musicale professionnelle, en commentant surtout la réalisation.
La chanson est un succès commercial dans le monde en atteignant le top 5 des ventes de singles dans de nombreux pays tel que l'Allemagne, l'Australie, l'Autriche, la Belgique, le Canada, la France la Nouvelle-Zélande, ou le Royaume-Uni. Sexy Bitch atteint la 5e place du Billboard Hot 100 et devient le premier top 5 de Guetta aux États-Unis. De même, il s'agit alors de son plus grand succès commercial dans ce pays avec près de 3 000 000 de copies vendues et certifié double disque de platine par la Recording Industry Association of America (RIAA). En France, le single est certifié par le Syndicat national de l'édition phonographique (SNEP) disque de diamant pour 400 000 copies vendues. Le clip vidéo de Sexy Bitch montre Guetta et Akon dans une fête et lors d'un concert au Pacha.

## Genèse
Ce titre est la première chanson venant de la collaboration de Akon et David Guetta. Elle a été écrite le soir même de leur rencontre. David Guetta l'explique pour le magazine américain Billboard : « J'ai joué à un festival électronique en Angleterre, après être sorti de la scène, Akon était là. Il m'a dit que Love Is Gone était sa chanson préférée, et il voulait travailler avec moi le soir-même ». La chanson a été écrite en une nuit.
On peut également noter la participation du DJ / producteur Sandy Vee et de Jean-Claude Sindres.

## Succès géographique
Succès dans le monde
Sexy Bitch est devenu un tube mondial, il a été répertorié no 1 dans 13 hit-parades de pays différents
notamment dans le prestigieux classement des meilleures ventes de singles dans le monde, le World Singles Top40 où la chanson est arrivé à la première place le 21 novembre 2009.
Sexy Bitch est alors le plus grand succès single de David Guetta au niveau international avec 2.3 millions d'exemplaires vendus à travers le monde, le single a été certifié disque de diamant à la fin de l'année 2009.
Succès en France
En France, Sexy Bitch est le 5e single qui a été le plus vendu en 2009 avec plus de 250 000 exemplaires vendus. Le single est certifié disque de platine, et la même année, le titre détient le record de longévité à la 1re place du club 40 avec 11 semaines de présence consécutives.
Succès au Royaume-Uni
Au Royaume-Uni, Sexy Bitch a atteint la première place des ventes, tout comme son précédent When Love Takes Over. Grâce à ce titre, il détient le record français en plaçant deux titres différents no 1 au Royaume-Uni. La chanson est certifiée single d'argent avec 560 334 exemplaires vendus (ventes singles et digitales comprises), Sexy Bitch arrive à la douzième place des titres qui ont été les plus vendus au Royaume-Uni.
Sexy Bitch aux États-Unis
Aux États-Unis, le mot bitch étant par habitude censurée pour les musiques, le titre de la chanson a été renommé, et s'intitule Sexy Chick (Clean version). Par ailleurs, cette chanson a été reprise par le groupe américain Girlicious, sous le titre Sexy Ladies.

## Clip vidéo
- Si vous ne connaissez pas le sujet, laissez ce bandeau (vous pouvez alors contacter les auteurs).
- Si vous supprimez le contenu mis en cause (vous pouvez préalablement contacter les auteurs),

argumentez précisément cette suppression dans la page de discussion
(un manque de référence n'est pas un argument ; une recherche réelle de référence doit avoir été effectuée, être formellement documentée).
Le clip vidéo a été tourné à Ibiza le 30 juillet 2009 en présence des danseuses du Pacha. Il existe deux versions différentes du clip, une pour les chaines de télévision et une autre différente sur internet. 
La vidéo commence avec un plan sur des filles en bikini en train de bronzer et nager. La caméra passe ensuite à Akon qui se réveille et trouve des photos de sa dernière fête en date à la piscine de chez David Guetta.
Akon se lève de son lit et va dans la salle de bain, il aperçoit alors une note sur le miroir, écrite au rouge à lèvres : "Rendez-vous à la Pool Party", avec une autre photo.
Au début de la fête, les gens entrent, un groupe de jeunes garçons ne sont pas autorisés à entrer ; ils emploient donc une méthode différente : ils décident de passer par-dessus le mur. La caméra passe à Akon à nouveau, qui est montré chantant sous l'eau.
La caméra passe ensuite à David Guetta qui fait son entrée dans la résidence et rencontre Akon. Lors des retrouvailles, le DJ français salue Akon de manière enthousiaste puis celui-ci saisit alors Guetta et se jette dans la piscine, emportant David avec lui. Ensuite, les filles se jettent une par une dans l'eau, puis une bataille d'eau est engagée.
Le clip continue mais dans le club du Pacha à Ibiza pour la soirée F*** Me I'me Famous. À l'affiche, les prestations de David Guetta et du DJ allemand Tocadisco sont attendus. La caméra suit Akon qui dit bonjour à Cathy Guetta ainsi qu'à une danseuse du club, la fille en photo au début du clip. Akon commence alors sa prestation sur scène de Sexy Bitch, puis se jette dans le foule une fois dans le clip mais deux fois en réalité dans la soirée. Durant le show Akon est accompagné des danseuses du Pacha ainsi qu'un homme dans un costume lumineux en vert et rouge. 

À la fin du clip, Akon se réveille dans son lit au milieu de photos de soirée puis se rendort.
D'autres petits extraits du clip ont été tournés à Barcelone en Espagne, et à Swindon en Angleterre autour du 27 juillet 2009.

## Critique et reprises
Sexy Bitch a été salué par le magazine Entertainment Weekly, comme « un titre bourrin pour les clubs avec une touche non négligeable R'n'B de Akon ». La chanson a été louée par Michael Menachem du Billboard : « ne soyez pas surpris si cette piste dancefloors marchera cette fin d'été. ». Digital Spy lui a donné 3 / 5 étoiles, en critiquant les paroles, tout en admettant que « le rythme et les grosses basses a de quoi rendre la chanson supportable ».
Le clip de Sexy Bitch est censuré au Sri Lanka. En effet, dans le vidéo du clip, à 2:09, des filles en bikini dansent furtivement devant une statue de Bouddha, or le Sri Lanka est un pays dont la grande majorité de la population est bouddhiste. Le clip de Sexy Bitch est donc considéré comme une insulte à Bouddha au Sri Lanka.
Le gouvernement du Sri Lanka a refusé qu'Akon entre au Sri Lanka pour motif que sa musique « n'était pas sensible à l'héritage culturel du pays », une manifestation a également eu lieu, le concert prévu a donc été annulé.
Mais on reproche également à la chanson Sexy Bitch des paroles trop vulgaires comme en témoigne le titre, aux États-Unis le titre Sexy Bitch est remplacé par Sexy Chick. De même, la reprise de Sexy Bitch par les Girlicious est renommée Sexy Ladies.
Mischa Daniels avec son titre Where You Wanna Go, reprend la ligne rythmique du morceau et dont le clip, lui aussi, est rempli de références à l'original, depuis le premier plan, avec l'avion décollant jusqu'au décor d'hôtel et aux personnages.

### Paroles
Akon y décrit sur le son electro de David Guetta une fille sexy qui lui a tapé dans l'œil mais qui a une mauvaise réputation.

## Performances dans les classements
Sexy Bitch fait ses débuts sur le classement irlandais à la 10e place des ventes le 30 juillet 2009 et a atteint au maximum la 2e place le 3 septembre 2009. Il fait également son entrée dans le classement Australien Australia Singles Chart à la 14e place le 3 août 2009. Il arrive au maximum à la 1re place des ventes le 17 août 2009. Après avoir occupé le sommet pendant trois semaines consécutives, il a été remplacé par Comme ça comme ça de Guy Sebastian le 7 septembre 2009. Sur le classement Finlandais Finnish Singles Chart, il fait son entrée à la 10e place le 5 août 2009. Le titre atteint le pic à la 4e place. Sexy Bitch a également fait ses débuts sur le classement Autrichien, le Austrian Singles Chart à la 10e place le 5 août 2009. Le titre atteint un pic à la 7e position le 2 septembre 2009.
Le 6 août 2009, il entre à la 8e place dans le classement suédois. Il atteint son maximum lors de sa quatrième semaine de présence dans le classement à la 4e position. Une entrée à la 9e place dans le classement danois le 7 août 2009, pour un sommet à la 2e place lors de sa cinquième semaine de présence dans le classement. En Suisse Sexy Bitch entre 3e le 9 août 2009, no 2 la semaine suivante suivant son entrée.
Le 15 août 2009, Sexy Bitch fait ses débuts à la 9e place dans le classement canadien, . le Canadian Hot 100, le 31 octobre 2009 le titre devient no 1 des ventes singles. Il s'agit de la chanson qui a été la plus diffusé en radio en Amérique du Nord pour David Guetta, dont un no 1 au Top 40 canadien et no 1 au Hot Dance Airplay US aux États-Unis, le classement des titres dance les plus diffusés en radio. Il fait ses débuts aux États-Unis dans le classement officiel US Billboard Hot 100 à la 56e place. Le 26 décembre 2009, il entre dans le top10 à la 6e place puis fini à la 5e place. Un record pour David Guetta et un des plus grands succès d'Akon aux États-Unis. Le titre devient également no 1 dans le Billboard Hot Dance Club Play, le classement des titres les plus diffusés en club aux États-Unis et dans le Billboard's Hot Dance Airplay, les titres dance les plus diffusés en radio, le 31 octobre 2009 à noter qu'il s'agit de son 4e single qui atteint la 1re place dans ce dernier hit-parade.
Le 8 août 2009, Sexy Bitch a fait ses débuts sur le Hit-parade Belge pour la partie Flandre à la 5e place, et sur le hit-parade des singles Belge en Wallonie à la 3e place. Le 5 septembre 2009, il réalise une performance en atteignant la 1re place des ventes. Le 14 août 2009, la chanson entre à la 20e place sur le hit-parade allemand. Le 4 septembre 2009, Il culmine à la 9e place. La chanson fait ses débuts sur le UK Singles Chart à la 21e place le 16 août 2009, avec un remix de GG cover band qui se classe 60e. La semaine suivante, la chanson progresse jusqu'à atteindre la 1re place, donnant à David Guetta un 2e titre no 1 au Royaume-Uni avec le single When Love Takes Over. Le 30 août 2009, le titre descend d'une place pour se classer le numéro deux détrôné par Holiday par le rappeur britannique Dizzee Rascal. Au total, Sexy Bitch reste dans le top 10 britannique durant 9 semaines. Dans le classement des meilleures ventes 2009 au Royaume-Uni, Sexy Bitch se classe 10e. En Nouvelle-Zélande, la chanson entre dans le classement à la 22e position le 10 août 2009, et finira quelques semaines plus tard no 1 des ventes. En France, le single entre dans le Top 50 à la 2e place avec 3 296 singles vendus,.
S'agissant des ventes numérique, Sexy Bitch entre à la première place des ventes numériques et restera durant 10 semaines consécutives no 1. La semaine du 23 août 2009, le titre est télécharger à 7 855 exemplairesDurant la semaine du 20 septembre 2009, on retrouve un pic de 15 725 téléchargements.
Aux Pays-Bas, dans le classement Dutch Top 40, le titre entre à la 24e position le 29 août 2009 et atteint dans ce pays un pic à la 4e place. Le 3 janvier 2010, Sexy Bitch effectue une réentrée à la 33e position des ventes singles au Royaume-Uni.

## Classements, certifications et successions à la première place
| Pays                                            | Meilleure position |
| ----------------------------------------------- | ------------------ |
| vente internationale                            | 1                  |
| Europe                                          | 1                  |
| France Vente single                             | 1                  |
| France Téléchargement                           | 1                  |
| France (Club 40)                                | 1                  |
| Australie ARIA Dance Charts Ventes single dance | 1                  |
| Australie ARIA Charts Ventes single             | 1                  |
| Autriche                                        | 1                  |
| Belgique Wallonie                               | 1                  |
| Belgique Flandre                                | 1                  |
| Canada                                          | 1                  |
| Allemagne                                       | 1                  |
| Nouvelle-Zélande                                | 1                  |
| Royaume-Uni                                     | 1                  |
| Pologne                                         | 1                  |
| Colombie                                        | 1                  |
| Roumanie                                        | 2                  |
| Bulgarie                                        | 2                  |
| Danemark                                        | 2                  |
| Finlande                                        | 2                  |
| Irlande                                         | 2                  |
| Suède                                           | 2                  |
| Suisse                                          | 2                  |
| Russie                                          | 2                  |
| Pays-Bas                                        | 3                  |
| Norvège                                         | 3                  |
| États-Unis                                      | 5                  |
| Espagne                                         | 5                  |
| Portugal                                        | 6                  |
| Italie                                          | 17                 |
| Brésil                                          | 32                 |
| Royaume-Uni UK Dance Charts Vente single dance  | 1                  |

| États-Unis Billboard                           | Meilleure position |
| ---------------------------------------------- | ------------------ |
| États-Unis Airplay Diffusion Radio             | 3                  |
| États-Unis Hot Digital Song Téléchargement     | 7                  |
| États-Unis Hot Dance Club Play Diffusion club  | 1                  |
| États-Unis Dance Airplay Diffusion Dance Radio | 1                  |

### Succession à la première place
| Classement général de l'année 2009 | Position |
| ---------------------------------- | -------- |
| Monde                              | 8        |
| Europe Single                      | 3        |
| Europe Téléchargements             | 4        |
| Australie Classement Single        | 2        |
| Allemagne Classement Single        | 14       |
| Royaume-Uni UK Classement Single   | 12       |

| Classement général de l'année 2009          | Position |
| ------------------------------------------- | -------- |
| France Classement Téléchargement            | 2        |
| France Airplay Diffusion Radio              | 8        |
| France Top 50 Classement Single             | 16       |
| France Club 40 Diffusion en club            | 24       |
| France Club 40 Longévité des no 1 des clubs | 1        |
| France Clip TV Diffusion clip               | 49       |

| Classement général de la décennie | Position |
| --------------------------------- | -------- |
| Australie Classement Single       | 8        |
| Royaume-Uni Classement Single     | 88       |

### Certifications
| Pays             | Certifications (sales thresholds)           |
| ---------------- | ------------------------------------------- |
| Monde            | Diamant (2.3 millions d'exemplaires vendus) |
| Australie        | 5× Platine                                  |
| Autriche         | Platine                                     |
| Finlande         | Or                                          |
| France           | Diamant                                     |
| Allemagne        | Platine                                     |
| Italie           | Platine                                     |
| Nouvelle-Zélande | 2 × Platine                                 |
| Espagne          | Platine                                     |
| Suisse           | 2x 2 × Platine                              |
| Royaume-Uni      | Platinum                                    |
| États-Unis       | 2 × Platine                                 |

## Formats et Liste des pistes
| CD-Single Virgin (EMI) 14/08/2009 - 1. Sexy Bitch 3:15 - 2. Sexy Bitch (Chuckie & Lil Jon Remix) 6:00 - 3. Sexy Chick (US Version) 3:14 CD-Single Virgin (EMI) 14/08/2009 - 1. Sexy Bitch 3:13 - 2. Sexy Bitch (Extended Version) 5:12 CD-Maxi Virgin (EMI) 28/08/2009 - 1. Sexy Bitch (Chuckie & Lil Jon Remix) 5:58 - 2. Sexy Bitch (Koen Groeneveld Remix) 7:15 - 3. Sexy Bitch (Koen Groeneveld Remix David Guetta Vocal Re-Edit) 7:30 - 4. Sexy Bitch (Abel Ramos Atlanta With Love Mix Remix) 7:13 - 5. Sexy Bitch (Afrojack Remix) 4:45 - 6. Sexy Bitch (Extended Version) 5:12 - 7. Sexy Bitch 3:13 12" Maxi Virgin (EMI) 14/09/2009 - 1. Sexy Bitch (Chuckie & Lil Jon Remix) 5:58 - 2. Sexy Bitch (Extended Version) 5:12 - 3. Sexy Bitch (Koen Groeneveld Remix) 7:15 - 4. Sexy Bitch (Abel Ramos Atlanta With Love Mix Remix) 7:13 | Promo - CD-Maxi Astralwerks / Virgin EMI 25/09/2009 - 1. Sexy Bitch (Chuckie & Lil Jon Remix) 6:01 - 2. Sexy Bitch (Abel Ramos Atlanta With Love Mix Remix) 7:15 - 3. Sexy Bitch (Koen Groeneveld Remix / David Guetta Vocal Re-Edit) 7:31 - 4. Sexy Bitch (Koen Groeneveld Remix) 7:16 - 5. Sexy Bitch (Afrojack Remix) 4:36 - 6. Sexy Bitch (Footloose Remix) 5:47 - 7. Sexy Bitch (Album Version) 3:15 - 8. Sexy Bitch (Extended Version) 5:13 - 9. Sexy Bitch (Extended Instrumental) 5:13 - 10. Sexy Bitch (Clean Album Version) 3:15 - 11. Sexy Bitch (Clean Album Version Extended) 5:12 |  |

## Crédits et personnels
- Écrit par Giorgio Tuinfort, Aliaune Thiam (aka Akon), David Guetta, Jean-Claude Sindres
- Produit par David Guetta
- Coproduit par Sandy Vee et Jean-Claude Sindres

## Historique de sortie
| Pays          | Date               | Format          |
| ------------- | ------------------ | --------------- |
| International | 24 juillet 2009    | Téléchargement  |
| États-Unis    | 28 juillet 2009    | Téléchargement  |
| États-Unis    | 1er septembre 2009 | Airplay - Radio |